# 戰國英雄
《戰國英雄》是一部2006年的西班牙-義大利-英國合拍電影，根據祖亞諾·馬杜尼所著出版於1490年的華倫西亞語騎士小說《騎士蒂朗》改編。
電影使用英語對白，並於伊斯坦堡、帕勒莫、格蘭納達、韋爾瓦、馬德里、巴塞隆拿和華倫西亞取景拍攝。

## 劇情
1401年，白騎士狄倫帶領他的軍隊抵達君士坦丁堡協助拜占庭皇帝攻打土耳其人。皇帝的獨子米基王子不久前死於同土耳其人的戰鬥中，而皇帝本人已經年老，不適合領兵作戰，拜占庭帝國處於土耳其人的威脅下，急需一支精銳軍隊。狄倫在此時到來，被皇帝封為帝國軍隊的統帥......

## 主要角色
- 卡士柏·渣菲（英语：Casper Zafer） 飾 白騎士狄倫
- 伊花·奴比奧拉 飾 拜占庭公主嘉美絲娜
- 維多利亞·阿布利爾 飾 「寧靜寡婦」阿妮絲
- 麗安娜·獲靈 飾 「人生之樂」樂兒
- 姬列·盧比奧（英语：Ingrid Rubio） 飾 斯狄芬妮
- 查理·考克斯 飾 迪非布斯
- 眞安卡奴·眞安里尼（英语：Giancarlo Giannini） 飾 拜占庭皇帝
- 珍·愛舍（英语：Jane Asher） 飾 拜占庭皇后
- 希德·米契爾 飾 希普利特
- 拉斐爾·阿瑪哥 飾 穆罕默德四世
- 傑·班迪特（英语：Jay Benedict） 飾 鄂圖曼土耳其大使
- 瑞貝卡·柯沃絲 飾 艾麗素

## 外部連結
- 互联网电影数据库（IMDb）上《戰國英雄》的资料（英文）
- AllMovie上《戰國英雄》的资料（英文）
- 爛番茄上《戰國英雄》的資料（英文）
- 千勣官網上《戰國英雄 （页面存档备份，存于）》的Blu-ray資料 （繁體中文）